# Punto eutéctico
Punto eutéctico, vocablo que deriva del griego y que quiere decir fácilmente fusible.
Es la máxima temperatura a la que puede producirse la mayor cristalización del solvente y soluto, o también se define como la temperatura más baja a la cual puede fundir una mezcla de sólidos A y B con una composición fija.